# Persuasion
Pour les articles homonymes, voir Persuasion (homonymie).
La persuasion est l'action d'amener quelqu'un à croire ou à faire quelque chose, « à la faveur d'une connivence », c'est-à-dire, sans recours à la force ni à ses substituts, menace, chantage, dilemme.
Quand la persuasion concerne les idées, c'est une forme volontaire de l'influence.
Les anciens, d'Isocrate à Aristote et Cicéron, ont défini la rhétorique comme l'art de convaincre et de persuader. Des auteurs classiques à partir de l'humaniste Ramus au XVIe siècle ont distingué persuader de convaincre, la persuasion ajoutant à la conviction par la dialectique, l'idée d'un sentiment actif excité dans l'âme de l'auditeur. Des modernes ont remis en cause cette distinction, remarquant qu'il est impossible de donner une définition différentielle de la conviction et de la persuasion.

## Avant-propos
« L'art de persuader a un rapport nécessaire à la manière dont les hommes consentent à ce qu'on leur propose, et aux conditions des choses qu'on veut faire croire. »

— Blaise Pascal, De l’Esprit géométrique et de l’Art de persuader, (1657).
La persuasion vise à obtenir de l'autre qu'il fasse ou s'abstienne de faire, sans faire usage de la force. Chacun se trouve confronté, de temps en temps, au désir, si ce n'est à la nécessité, de persuader. Éduquer un enfant, solliciter un emploi ou un logement, faire admettre une nouveauté à un supérieur hiérarchique requièrent cette capacité. Hors de la guerre et de la répression, la politique n'est faite que de persuasion, et même dans ces circonstances extrêmes, elle joue son rôle dans la mobilisation et dans la négociation. Or, gagner l'adhésion ne va pas de soi car « On peut convaincre les hommes par ses propres raisons, mais on ne les persuade que par les leurs ». C'est un exercice complexe qui demande du savoir-faire et de l'empathie, puisque ce qui persuade n'est pas toujours ce que l'on croit soi-même.

## Situation
La persuasion, « Péitho, cette souveraine toute-puissante des hommes », appartient au domaine de l'influence, elle n'est qu'une péripétie de l'action sur autrui. À ce titre, elle voisine en politique avec la propagande, elle côtoie la rhétorique, elle n'est pas étrangère à la séduction et elle entretient un rapport ambigu avec la manipulation à laquelle ceux envers qui elle a échoué l'assimilent fréquemment. « La persuasion mal entourée, traversée par des pratiques suspectées (« guerre psychologique », « lavage de cerveau », « normalisation »...), s'aliène les consciences parce qu'elle ose percuter le libre arbitre, voire la liberté tout court et, en dernière instance, l'autonomie du « moi » ».
Il est difficile de donner une définition irréprochable de la persuasion. On peut, cependant, la situer par rapport aux autres moyens d'obtenir de l'autre un comportement.

### Persuasion ou contrainte
Tous s'accordent à opposer persuasion et contrainte, c'est-à-dire usage de la force. Un discours qui menace, comme celui du parent qui dit « tu ne sortiras pas de table avant d'avoir mangé tes légumes », qui enferme dans un dilemme — « Mange tes légumes ou tu n'auras pas de dessert » —, qui pratique un chantage — « Si tu me prives de dessert je dirai ceci ou cela à untel » — peuvent entraîner l'effet désiré, mais l'autre termine vaincu, mais pas persuadé. Ainsi Galilée sort-il de son procès perdu en grommelant « et pourtant, elle tourne » (même si cette phrase est apocryphe).
Cette opposition fondamentale explique qu'on impute avec constance aux représentants des institutions, aux experts certifiés, aux politiciens, des procédés de manipulation mentale. Ces personnes participent du pouvoir de contraindre, à l'opposé des figures prophétiques qui clament ce qui est juste sans avoir aucun pouvoir. Dans l'idéal, tel que Platon le décrit dans La République, les justes devraient occuper le sommet de la hiérarchie. Il faudrait pour cela qu'il n'y ait aucune contradiction entre les différents aspects de la justice. Dans une société où chacun se conçoit comme luttant contre tous pour ses propres intérêts, il est facile d'assimiler les échelons supérieurs à des tyrans, qui se maintiennent par la force sans aucune justice.

### Persuasion et manipulation
On peut différencier la manipulation et la persuasion, contre l'avis de Packard en 1958 et d'autres.
La manipulation est absolument intentionnelle. Le manipulateur « cherche à piéger ». On ne manipule que volontairement, sachant ce que l'on fait et secrètement, et pas par inadvertance dans un effort pour persuader.
La manipulation mentale, le gaslighting organisent les apparences, afin d'en tirer parti pour désorienter leur cible, comme le font les stratagèmes dans les conflits armés. Ces méthodes ne relèvent pas de la persuasion, puisqu'à la fin, l'autre est vaincu par la force et convaincu d'avoir été dupé. Des formes plus bénignes s'exercent pour le bien. Même ainsi elle entraîne une dégradation du rapport lorsque le mensonge est reconnu. Un parent peut ainsi préférer un mensonge à une explication qu'il estime hors de la portée de la compréhension de l'enfant, obtenant un résultat, mais laissant à justifier non seulement son exigence, mais encore l'usage d'un mensonge pour la faire accepter.
Le mensonge caractérise la manipulation. En dissimulant, il prive de liberté ceux qui y sont soumis, tout comme l'intimidation et l'extorsion.

### Persuasion et conviction
Les auteurs classiques ont défini l'éloquence et le talent de persuader en distinguant persuader de convaincre, le premier de ces mots ajoutant à l'autre l'idée d'un sentiment actif excité dans l'âme de l'auditeur et joint à la conviction. Cette distinction se fonde sur celle entre raison et passion. Elle est surtout sensible dans le domaine francophone, où la distinction entre convaincre et persuader est un lieu commun de la pédagogie depuis la fin du XIXe siècle. L'opposition entre « persuader » et « convaincre » s'insère dans une longue série où s'opposent la rhétorique et la démonstration, l'efficacité et la vérité, l'opinion et le savoir, l'humain et le divin, le langage naturel et un langage idéal.
Depuis, toute une tradition de pensée a cherché, idéalement, à attacher la persuasion à la raison, à l'éthique et à la morale, pour éviter qu'elle ne s'égare sur le terrain dangereux de l'influence et que le « persuadeur » garantisse le déclenchement d'un consentement libre et authentique chez le « persuadé ».
L'utopie d'une telle construction, dans une culture fondée sur la compétition agressive, dans laquelle chacun cherche à agir sur les autres, plus qu'à s'accorder avec eux. La persuasion entre dans l'ordre de la pensée stratégique, « elle est comptable des vulnérabilités d'autrui en même temps qu'elle pense et gère son propre arsenal de moyens, se fournit au magasin de la rhétorique largement approvisionné par divers courants depuis les sophistes, Aristote et les maîtres de l'art oratoire et emprunte à la « psychologie des profondeurs » qui l'éclaire sur les systèmes de défense du moi, les processus d'identification, la théorie des émotions, le jeu des désirs et des besoins, les ressorts de l'anxiété ».
Cette opposition entre persuasion et conviction montre aussi une contradiction interne. Le discours raisonnable enchaîne des propositions qui sont la conséquence logique d'autres propositions. À l'origine de la chaîne se trouvent nécessairement des propositions qui n'ont pas besoin d'être démontrées, constituant ce qu'en jargon rhétorique on appelle des enthymèmes, et qui échappent au domaine — universel — de la raison pour s'appuyer sur les conceptions particulières de l'auditoire. Le Traité de l'argumentation publié en 1958 propose « d'appeler persuasive une argumentation qui ne prétend valoir que pour un auditoire particulier et d'appeler convaincante celle qui est censée obtenir l'adhésion de tout être de raison ».

### Persuasion et séduction
La séduction, qui comme la persuasion agit sur l'autre sans faire usage de la force, en diffère en ce qu'elle ne vise ni sa pensée, ni  son action, mais son désir. La séduction peut être, et souvent est, inconsciente. Une personne peut séduire sans le vouloir, et sans vouloir persuader l'autre de quoi que ce soit. Le désir se fonde sur l'inconscient de la personne désirante.
Les auteurs impliqués dans la publicité évoquent souvent la séduction à propos de leur activité. Le but de la publicité est de persuader les gens d'acheter un produit de préférence à d'autres. Si la technique publicitaire se décompose, selon une formule que résume l'acronyme AIDA, en « attirer l'attention, susciter l'intérêt, provoquer le désir, déclencher l'achat », mettre l'accent sur le désir, c'est occulter le but, transformant la persuasion en manipulation.

### Persuasion ou négociation
La persuasion se définit dans une relation unilatérale, correspondant à la théorie de l'information. La négociation suppose une évolution de part et d'autre, et une rétroaction des arguments, amenant les participants à établir une opinion ou une action commune, au moins sur le meilleur compromis possible.

## Ressorts et procédés
Aristote distingue dans la rhétorique, art de persuader, trois ressorts : la raison (logos), le respect pour l'orateur (ethos), qui est « la forme de persuasion qui a presque le plus d'autorité », le sentiment (pathos). Dans les jargons modernes, rhétorique se dit communication, propagande, publicité, quand on y consent, manipulation mentale, quand on s'y oppose.

### L'appel à la raison
L'argumentation logique,
- les statistiques,
- l'exposé des précédents, c'est-à-dire des solutions à des problèmes similaires,
- la preuve, y compris par le mensonge et les fake news, est un appel à la raison.

### L'exposition personnelle
L'exposition personnelle dépend peu de l'argumentation. Elle repose largement sur l'apparence, le respect de l'étiquette appropriée, l’habitus.
Le don favorise la persuasion en mettant en scène sa propre générosité et son propre savoir vivre (ethos). Il serait un achat de faveur si la contrepartie était obligatoire ; aussi le don persuasif n'a aucune commune mesure avec le but qu'on se propose. On invite à un repas, on apporte une bouteille de vin ou des fleurs.
L'argument d'autorité évoque la reconnaissance par une collectivité de l'importance de celui qui cherche à obtenir une décision.

### L'appel à l'émotion
L'argumentation relie des faits avérés à des sentiments partagés : colère, honte, honneur, pitié, peur, ridicule.
L'invocation de l'expérience personnelle établit un lien émotionnel, une empathie avec ceux dont on recherche l'assentiment.
L'éloge d'un comportement, la dénonciation d'un scandale évoquent les valeurs identitaires jouant sur le désir de se conformer à un groupe.
Souligner les conséquences négatives d'un acte pour en dissuader revient à mobiliser la peur. La peur éprouvée dans une action décourage de la reproduire, mais des études ont montré que si l'évocation modérée d'un danger associé à une conduite en dissuade, une description induisant une forte peur renforce la conduite à risque.

## Usages de la persuasion
La propagande et la publicité commerciale, ne disposant pas de moyens de coercition directe, emploient nécessairement la persuasion ou la séduction dans une relation inégale d'institution à individu, afin de le mobiliser, « de l’influencer, de l’endoctriner ou de l’embrigader ».
Si la persuasion exclut l'usage de la force, elle inclut des formes de menace, ressort fréquent dans le discours persuasif politique ou judiciaire : « si vous décidez ceci, telle catastrophe s'ensuivra ». Il faut cependant distinguer cette rhétorique menaçante de la menace directe « faites, ou je tire ».